# 2013年千葉県知事選挙
2013年千葉県知事選挙（2013ねんちばけんちじせんきょ）は、2013年（平成25年）3月17日に投開票が行われた千葉県知事を選出するための選挙。

## 概要
現職の森田健作の任期満了に伴う知事選挙。2期目を目指す現職で無所属の森田と新人で共産党推薦の三輪定宣、同じく新人で無所属の佐藤雄介の3名での争いとなった。
各党の対応は、共産党が三輪の推薦を早々と決定。前年の衆院選後に政権を奪還し与党となった自民、公明両党は森田が出馬を表明した直後に支援を決定。みんなの党も支援を表明し、日本維新の会も県選出国会議員団として森田の支援を表明した。その一方、独自候補擁立を目指していた民主党は調整が難航し、最終的に公認・推薦候補を擁立せず自主投票とする方針を決めた。社民党と市民ネットも自主投票を決定した。おもな争点は森田県政の評価など。
なお、佐藤は立候補を届け出たもののマスコミの取材を全て拒否し、更に選挙公約の発表や選挙管理委員会への顔写真提出、選挙公報への掲載、政見放送の出演、選挙運動も行わなかった。政見放送では、放送がない旨を伝えた上で、放送局（NHKまたは千葉テレビ放送）のアナウンサーにより経歴は読み上げのみ行われている。最終的に、届出書類上の「31歳・シェアハウス経営・神奈川県横浜市在住」と政見放送経歴読み上げでの「産業能率大学卒業・元テレビ東京アルバイト」以外の情報は公にされなかった。

## 選挙データ

### 告示日
- 2013年（平成25年）2月28日[7]

### 執行日
- 2013年（平成25年）3月17日[7]
  - 当日の投票時間帯：7:00 〜 20:00
  - 期日前投票：3月1日 〜 3月16日

### キャッチコピー
『一票に　夢のせ　意志のせ　思いのせ』

### 同日選挙
- 東金市議会議員選挙（3月10日 告示、任期満了に伴う）[9]

## 立候補者
3名、届け出順。
| 候補者名                     | 年齢 | 党派                                                     | 肩書き                       |
| ---------------------------- | ---- | -------------------------------------------------------- | ---------------------------- |
| 三輪定宣 （みわ さだのぶ）   | 75   | 無所属 （共産党 推薦）                                   | 教育研究家、千葉大学名誉教授 |
| 佐藤雄介 （さとう ゆうすけ） | 31   | 無所属                                                   | シェアハウス経営             |
| 森田健作 （もりた けんさく） | 63   | 無所属 （自民党、公明党、みんなの党、日本維新の会 支援） | 千葉県知事、俳優             |

### 立候補表明などのタイムライン
- 2012年10月9日 - 千葉県内の共産党や労働組合で組織する「憲法がいきる明るい千葉県をつくる会」が県庁で記者会見し、三輪を共産党推薦で擁立すると発表[11]。
- 2013年1月30日 - 県議会にて現職の森田が出馬表明[12]。
- 2013年2月1日 - 民主党県連が独自候補擁立の見送りと自主投票の方針を決定[4]。
- 2013年2月28日 - 告示。既に立候補を表明していた三輪、森田に加え、新人の佐藤の計3名が立候補を届け出た[2]。
- 2013年3月17日 - 投開票。

### 各候補の訴え
- 三輪

いじめや体罰問題の解決、中学3年生までの医療費の窓口完全無料化の実施、「原発ゼロ」 など。
- 佐藤

選挙公約の発表や選挙運動を行っていない。
- 森田

東京湾アクアラインの通行料800円の恒久化と圏央道全線開通の早期実施、子ども医療費助成の継続、いじめ防止条例の制定と「新・有識者会議」の設置 など。

## 選挙結果

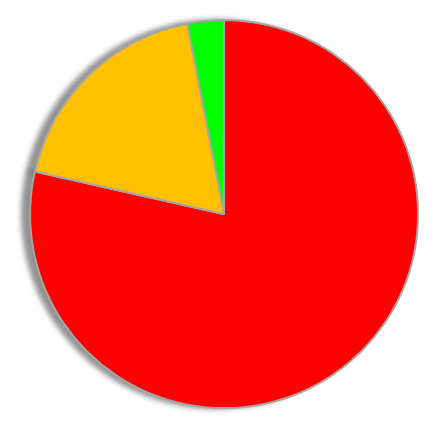
各候補の得票率（得票数の多かった順）

投票率は31.96%で、前回2009年の45.56%を大きく下回った（前回比 -13.60%）。当日の有権者数は499万4065人で投票者数は159万6044人であった。
候補者別の得票数の順位、得票数、得票率、惜敗率、供託金没収概況は以下のようになった。供託金欄のうち「没収」とある候補者は、有効投票総数の10%を下回ったため全額没収された。惜敗率は未発表のため暫定計算とした（小数3位以下四捨五入）。
|      | 順位 | 候補者名  | 党派   | 新旧 | 得票数    | 得票率 | 惜敗率 | 供託金 |
| ---- | ---- | --------- | ------ | ---- | --------- | ------ | ------ | ------ |
| 当選 | 1    | ■森田健作 | 無所属 | 現   | 1,230,137 | 78.53% | ----   |        |
|      | 2    | ■三輪定宣 | 無所属 | 新   | 288,762   | 18.43% | 23.47% |        |
|      | 3    | ■佐藤雄介 | 無所属 | 新   | 47,559    | 3.04%  | 3.87%  | 没収   |

現職の森田は1期目の実績を強調。東日本大震災を教訓とした災害対策や、東京湾アクアラインなどの交通網を生かした地域の活性化などを訴え、支援を受けた自民党、公明党、みんなの党、日本維新の会の基礎票をまとめた他、浮動票や無党派層の票もまとめ再選を果たした。共産党推薦の三輪は中学3年生までの医療費の窓口完全無料化や原発ゼロ、独自の奨学金制度の実施などを訴え、県政刷新を目指したが、支持が広がらず及ばなかった。